# Tetraponera encephala
Tetraponera encephala é uma espécie de formiga do gênero Tetraponera, pertencente à subfamília Pseudomyrmecinae.